# Gaëtan de Bourbon-Siciles
Ne doit pas être confondu avec Gaëtan de Bourbon-Siciles (1917-1984) ou Gaëtan de Bourbon-Parme.
Gaëtan Marie Frédéric de Bourbon, prince des Deux-Siciles, comte d'Agrigente (en sicilien Girgenti), né le 12 janvier 1846 à Caserte et mort à Lucerne le 26 novembre 1871, est le septième des treize enfants et cinquième fils du roi Ferdinand II des Deux-Siciles. Issu du second mariage du roi avec l'archiduchesse d'Autriche Marie-Thérèse de Habsbourg-Lorraine-Teschen, il est devenu infant d'Espagne par mariage.

## Une enfance insouciante dans un monde en danger

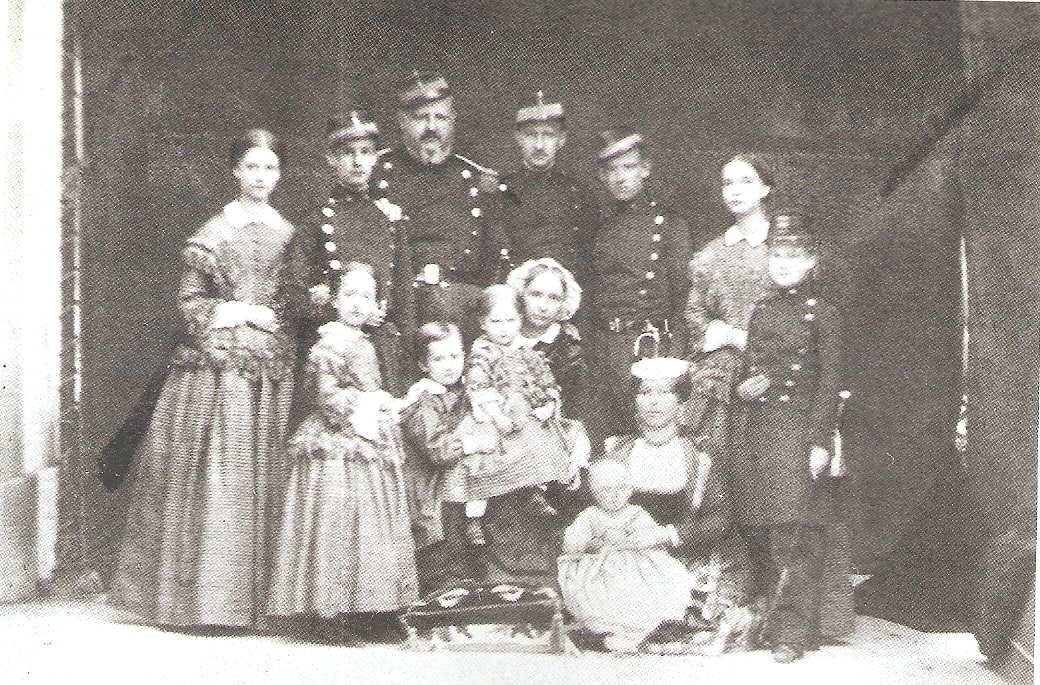
La famille royale des Deux-Siciles. Le comte d'Agrigente se tient à l'extrême droite. (vers 1857)

Cinquième fils du roi des Deux-Siciles, le prince Gaëtan est son septième enfant. Son prénom d'usage est un hommage à saint Gaëtan de Thiène, prêtre napolitain fondateur de l'ordre des Théatins, le second prénom est un hommage à la madone, particulièrement vénérée en Italie, le troisième prénom rend hommage à son parrain, l'archiduc Frédéric Ferdinand d'Autriche, frère cadet de sa mère et amiral de la flotte autrichienne. Lors des cérémonies, le jeune archiduc est représenté par le comte d'Aquila, oncle paternel du prince et amiral de la flotte napolitaine. 
Les maisons de Bourbon-Deux-Siciles et de Habsbourg-Lorraine étant particulièrement prolifiques, le prince est un proche parent des souverains catholiques de son temps dont le pouvoir, ballotté entre conservateurs et libéraux, est devenu fragile au point d'être contesté par leur peuple voire par leur propre parenté. Ainsi le jeune comte est un proche parent de la reine Isabelle II et de son mari le roi-consort François-d'Assise mais aussi de Charles, comte de Montemolin, de Henri, comte de Chambord mais aussi de Louis-Philippe Ier, roi des Français, du grand-duc Léopold II de Toscane et de Charles III, duc de Parme, assassiné en 1854, ainsi que des empereurs François-Joseph Ier, Pierre II du Brésil et Maximilien Ier du Mexique. 
Cependant les réalités politiques contraignent ces souverains à s'allier aux dynasties montantes qu'elles auraient méprisées quelques générations plus tôt telles la maison de Saxe-Cobourg, princes de second ordre que l'habileté et l'ambition portent sur les trônes de Belgique, Royaume-Uni, Portugal puis Bulgarie tandis que leurs filles sont mariées aux souverains européens. 
Le titre que reçoit l'enfant, comme celui de ses frères, honore une petite ville de Sicile. C'est une tentative royale de se concilier les sujets siciliens. Les deux royaumes de Sicile et de Naples ont été fusionnés autoritairement par le roi Ferdinand Ier en 1815 et les Siciliens se sentent humiliés de voir leur patrie devenir une province du nouveau royaume et leur capitale, Palerme, réduite au rang de simple chef-lieu de province au profit de Naples qui reste capitale de l'État. Le mazzinisme se répand dans la bourgeoisie et l'opposition s'affirme au point de déclencher des tentatives de putsch, sévèrement réprimées.
À sa naissance, le comte d'Agrigente est quatrième dans l'ordre successoral après ses frères François, prince de Naples, héritier du trône (né du premier mariage du roi), Louis, comte de Trani né en 1838 et Alphonse, comte de Caserte né en 1841 (son frère Albert, comte de Castrogiovanni étant mort à cinq ans deux ans avant sa naissance). Le prince a peu de chance de ceindre un jour la couronne. Deux sœurs et quatre frères cadets viendront compléter la fratrie. Parmi eux, Joseph, comte de Lucera, et Vincent, comte de Melazzo, mourront en bas âge. Né cinq ans après le comte de Caserte et six ans avant le comte de Bari, le prince n'a pas de frère proche de lui par l'âge. En revanche, il est entouré de trois sœurs, Marie-Annonciade née en 1843, Marie-Immaculée, née en 1844 et Marie-Pie, née en 1849.
Le couple royal est très proche de ses enfants, le roi est un père affable et affectueux qui n'hésite pas à recevoir les ambassadeurs avec un de ses enfants sur les bras ou sur ses genoux tandis que la reine, vivant à l'écart des divertissements de la cour, est une femme pieuse, charitable mais aux convictions exagérément conservatrices et qui maintient ses enfants dans un état d'enfance prolongée. 
Quelques mois après sa naissance, le petit prince perd son grand-père maternel, l'archiduc Charles-Louis d'Autriche-Teschen. Surnommé « le héros d'Aspern », ce fils de l'empereur Léopold II était respecté pour ses talents de stratège et pour avoir combattu sans relâche la politique impérialiste de l'empereur des Français Napoléon Ier. Officier noble mais souvent vaincu, il était atteint d'épilepsie, mal dont souffrira également le prince Gaëtan qui, à l'instar de son grand-père, sera également confronté à la défaite. Quelques mois plus tard, c'est l'archiduc Frédéric, oncle maternel et parrain du jeune prince, qui meurt à 26 ans d'une maladie infectieuse à Venise. Comme son parrain, le comte d'Agrigente sera amené à prendre la mer et mourra prématurément mais dans des conditions plus tragiques.

## La fin d'un monde

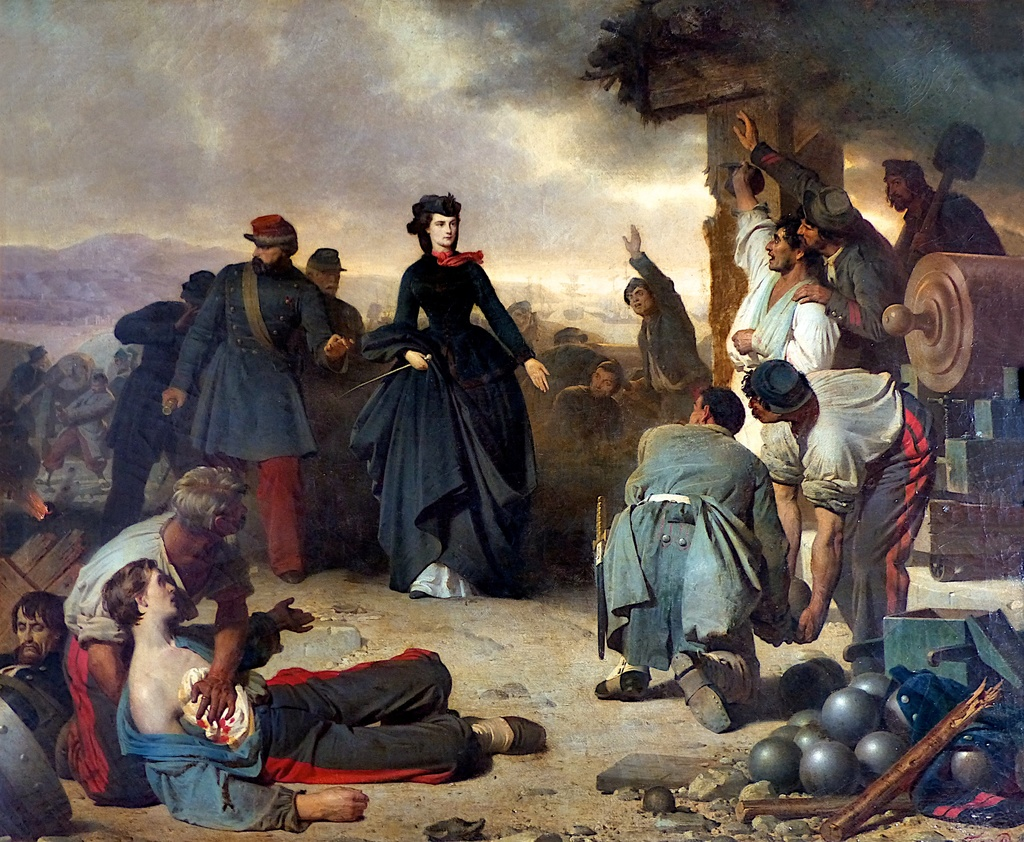
La reine Marie galvanisant les troupes lors du siège de Gaëte (Karl von Piloty)

Le prince est trop jeune pour garder des souvenirs de la révolution qui éclate le 12 janvier 1848 à Palerme et mettra le feu à l'Europe. Il ignore que son père a accueilli dans sa forteresse de Gaëte le pape Pie IX ainsi que son beau-frère, le grand-duc Léopold II de Toscane, souverains favorables à une ouverture politique mais chassés de leurs États par la pression populaire. Sans doute l'enfant n'apprend-il pas que les libéraux, après le bombardement de Messine ont surnommé le roi des Deux-Siciles « Re Bomba » (alors que la ville de Gênes a subi une répression non moins violente de la part du libéral roi de Sardaigne). Aux yeux du monde, Ferdinand II devient l'incarnation du souverain « réactionnaire ». Sous la pression de l'ambitieux roi de Sardaigne, la politique de Ferdinand II est même fustigée par les membres du congrès de Paris qui se réunit pour mettre un terme à la guerre de Crimée en 1855.
Le prince Gaëtan est un garçonnet de 10 ans quand le 8 décembre 1856, jour de la fête de l'Immaculée Conception, le roi est victime d'une tentative d'assassinat à la sortie de la messe. Le jeune soldat Agesilao Milano qui a porté le coup de baïonnette est soumis à la torture puis condamné à la peine de mort. Quant à Ferdinand II, traumatisé par cet acte  qui l'a physiquement et psychologiquement blessé, il se replie sur sa vie familiale et mène une politique de plus en plus répressive et impopulaire blâmée par les cours d'Europe libérales comme celle d'Angleterre, sa rivale commerciale en Méditerranée.  

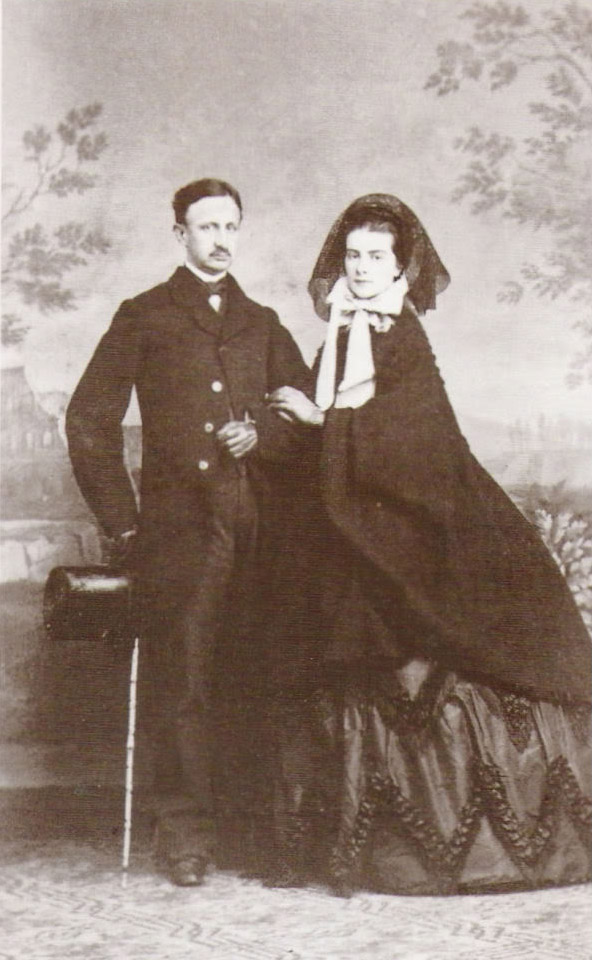
Le couple royal des Deux-Siciles (1865)

Loin des soucis du monde, le comte d'Agrigente est un enfant joyeux qui avec ses frères aînés Louis, comte de Trani et Alphonse, comte de Caserte amusent la cour par leur facéties. À ces joyeux drilles se mêlera bientôt leur belle-sœur Marie en Bavière qui a épousé en 1859 le prince François, duc de Calabre. Le mariage de l'héritier du trône avec la sœur de l'impératrice d'Autriche est un témoignage supplémentaire des intérêts familiaux et politique qui unissent les dynasties catholiques et conservatrices entre-elles. 
Cette même année 1859, le roi meurt. Il n'avait que 49 ans. À 13 ans, Gaëtan n'a plus de père. Son demi-frère, François, âgé de 23 ans et sans véritable expérience politique, ceint la couronne. Le roi Victor-Emmanuel II de Sardaigne, soutenu par la France et les libéraux, entreprend d'unifier l'Italie à son profit chassant les dynasties légitimes.
Profitant de l'inexpérience du jeune roi des Deux-Siciles, l'expédition des Mille de Garibaldi vainc les troupes napolitaines. La famille royale se réfugie dans la forteresse de Gaëte où la jeune reine Marie fait montre d'une énergie et d'un courage peu commun. La situation devient rapidement critique. La présence d'une famille nombreuse et d'enfants en bas âge — fussent-ils de sang royal — est plus un handicap qu'un soutien. La reine-mère et ses sept plus jeunes enfants dont le comte d’Agrigente, embarquent sur un navire espagnol qui les mène jusqu'aux États pontificaux où le pape Pie IX, lui-même réfugié à Gaëte treize ans plus tôt, leur offre sa protection au palais du Quirinal puis au palais Farnèse laissant la défense de l'État au roi, au comte de Trani et au comte de Caserte. Le courage et l'héroïsme des jeunes gens sont galvanisés par la jeune reine Marie. Vaincus, le couple royal, le comte de Trani — qui reproche à son frère la reddition — et le comte de Caserte rejoignent la famille royale à Rome. Le royaume des Deux-Siciles, comme le grand-duché de Toscane et les duchés de Parme et de Modène, disparaît de la scène internationale.

## L'exil, la défaite, l'adultère et les deuils
À l'âge de 15 ans, le prince Gaëtan connaît déjà l'expérience amère et humiliante de la défaite et de l'exil. Il est en même temps témoin des difficultés conjugales de ses frères aînés. 
Malgré leurs déboires, les princes et princesses des Deux-Siciles reçoivent le soutien de leur parentèle et se marient avec leurs pairs : 
- Marie-Immaculée épouse en 1861 l'archiduc Charles-Salvator, frère cadet du grand-duc Ferdinand IV de Toscane, lui aussi détrôné par la maison de Savoie.
- L'année suivante, le comte de Trani épouse la duchesse Mathilde en Bavière, sœur de la reine Marie et de l'impératrice d'Autriche,
- Maria-Annonciade épouse l'archiduc Charles-Louis, frère de l'empereur d'Autriche. L'archiduchesse donnera le jour à quatre enfants dont l'aîné, né en 1863, sera l'archiduc François-Ferdinand d'Autriche dont l'assassinat en juin 1914 provoquera l'étincelle qui déclenchera la première guerre mondiale et la chute des empires Européens. Elle mourra à Vienne le 4 mai 1871 à l'âge de 28 ans.

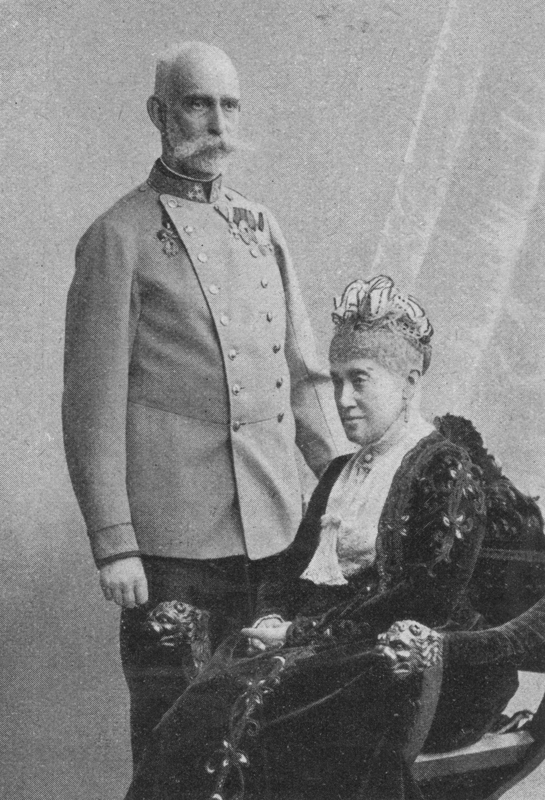
L'archiduc Rainier et l'archiduchesse Marie, aimait leur neveu comme le fils qu'ils n'avaient pas eu (ici en 1902)

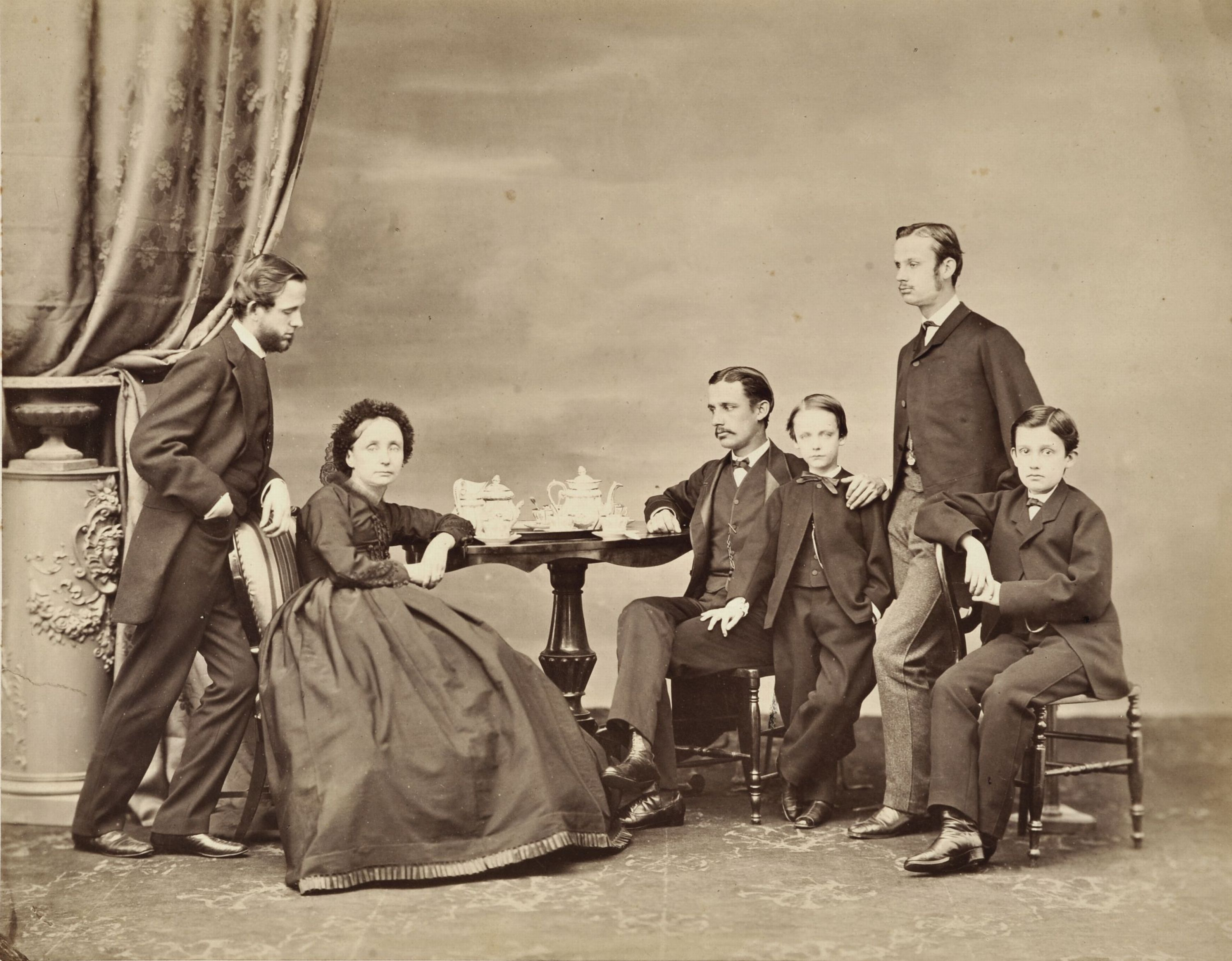
La reine-mère entourée de ses fils (vers 1865). Le comte d'Agrigente tout en posant les yeux sur sa mère tient par l'épaule son plus jeune frère, le comte de Castalgirone. Le mort de sa mère et de son frère à quelques jours d'intervalle frappera durement le jeune prince

Si les mariages de ses sœurs sont féconds, ceux de ses frères le sont beaucoup moins et ne sont guère heureux. L'éducation qu'ils ont reçue les ayant maintenus dans une sorte d'enfance, le roi et le comte de Trani sont des époux maladroits. Les deux frères ont épousé deux sœurs qui sont très proches l'une de l'autre. Issues de l'intelligente maison de Bavière, les deux jeunes femmes s'ennuient, sombrent  dans l'adultère et en 1862, la jeune reine Marie, "l'héroïne de Gaëte", se retire  dans un couvent de sa Bavière natale, non pour entrer en religion comme le suppose la presse de l'époque mais pour y accoucher d'un enfant adultérin. D'autres ragots prétendront  que la comtesse de Trani conçut également un enfant adultérin en 1864. 
À cette époque, le comte d'Agrigente n'est qu'un adolescent, il est très proche de sa famille maternelle, notamment de son oncle et de sa tante, l'archiduc Rainier d'Autriche et l'archiduchesse Marie-Caroline, sœur cadette de sa mère, qui aiment leur jeune neveu comme l'enfant qu'ils n'ont pas eu. 
En 1863, grâce au soutien de son oncle Rainier, ministre-président de l'empire, le jeune prince devient à 17 ans officier dans l'armée autrichienne. Trois ans plus tard, il prend part à la bataille de Sadowa, désastre militaire où l'armée autrichienne est écrasée par les Prussiens. L'Autriche catholique est exclue du monde germanique au profit de la Prusse protestante. Vaincu sur tous les fronts, l'empereur François-Joseph est contraint de composer avec les revendications autonomistes de ses sujets hongrois au détriment de ses sujets slaves et allemands. Le 8 juin 1867, il reçoit la couronne de Hongrie des mains du comte Andrassy qu'il avait condamné à mort par contumace vingt ans plus tôt et que les ragots mesquins de la cour donnent pour amant à sa femme, l'impératrice Élisabeth. À 20 ans, le comte d'Agrigente n'a connu que des défaites.
L'année 1867 est une année terrible. Deux jours avant le couronnement de Budapest, la famille impériale d'Autriche et la famille royale des Deux-Siciles sont frappées par la mort tragique de l'archiduchesse Mathilde. Cousine germaine du prince Gaëtan et destinée à épouser l'héritier du trône italien, la jeune fille de 18 ans périt brûlée vive dans sa robe de bal qui a pris feu. Le même mois parvient en Europe la nouvelle de la mort de l'archiduc Maximilien. Placé par la France sur le trône impérial du Mexique, cet homme intelligent a été exécuté par ses sujets rebelles. Quelques semaines plus tard, alors que Rome est frappée par une épidémie de choléra, la reine-douairière des Deux-Siciles se réfugie avec ses enfants dans une villa de campagne. Cependant le prince Janvier, benjamin de la fratrie âgé de 10 ans, est victime de l'épidémie. La reine-mère Marie-Thérèse soigne elle-même son enfant qui lui communique son mal. L'ex-souveraine en meurt le 8 août 1867. L'enfant la suit dans la tombe cinq jours plus tard. Le prince Gaëtan, âgé de 21 ans, est très affecté par ces décès. La famille connaît des difficultés financières.

## Un mariage royal et une révolution
Dans le même temps, la reine Isabelle II d'Espagne qui a reconnu le nouveau royaume d'Italie, cherche un époux pour sa fille aînée et héritière en second après son frère, un enfant maladif. Il est possible que l'infante succède à sa mère et son mariage revêt une grande importance politique et diplomatique. 
Sur les conseils de son premier ministre, elle avait envisagé à contre-cœur puis refusé le mariage de sa fille avec un des fils du roi d'Italie, Amédée de Savoie, duc d'Aoste, dont la sœur Maria Pia de Savoie avait épousé le roi du Portugal. La reine s'était alors tournée en vain vers les forces neuves de l'Europe. Elle avait proposé sa fille au comte de Flandres, frère cadet du roi des Belges. Le pragmatique Léopold II, ayant d'autres ambitions pour son pays, avait décliné l'offre de la souveraine d'un État déliquescent. La reine témoigna alors de son soutien à la papauté menacée et de son désir de réconciliation avec ses cousins napolitains. Elle choisit pour gendre son cousin germain le comte d’Agrigente qui devint un prince-consort potentiel. 

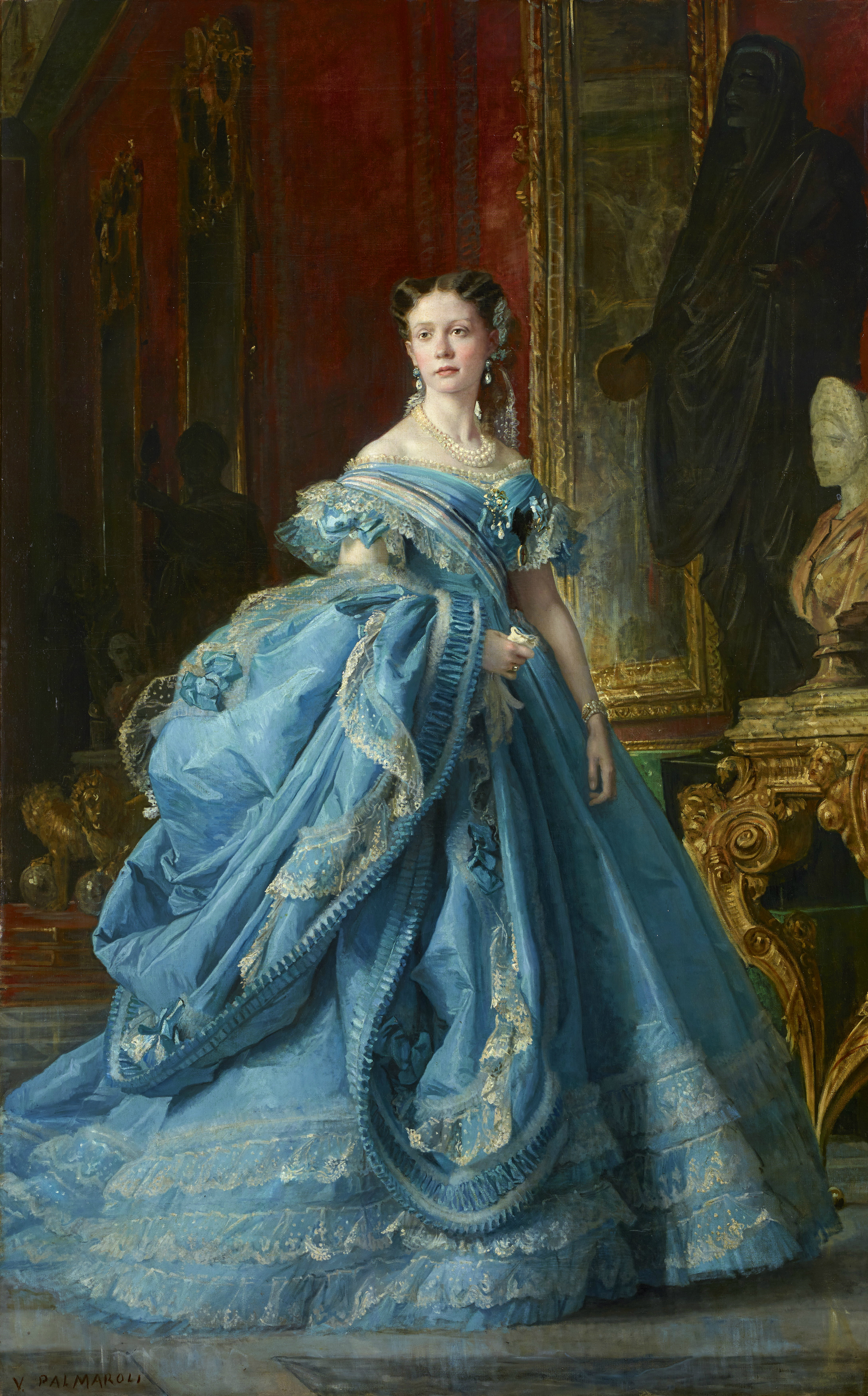
L'infante Isabelle à l'âge de 15 ans par Vicente Palmaroli(1866)
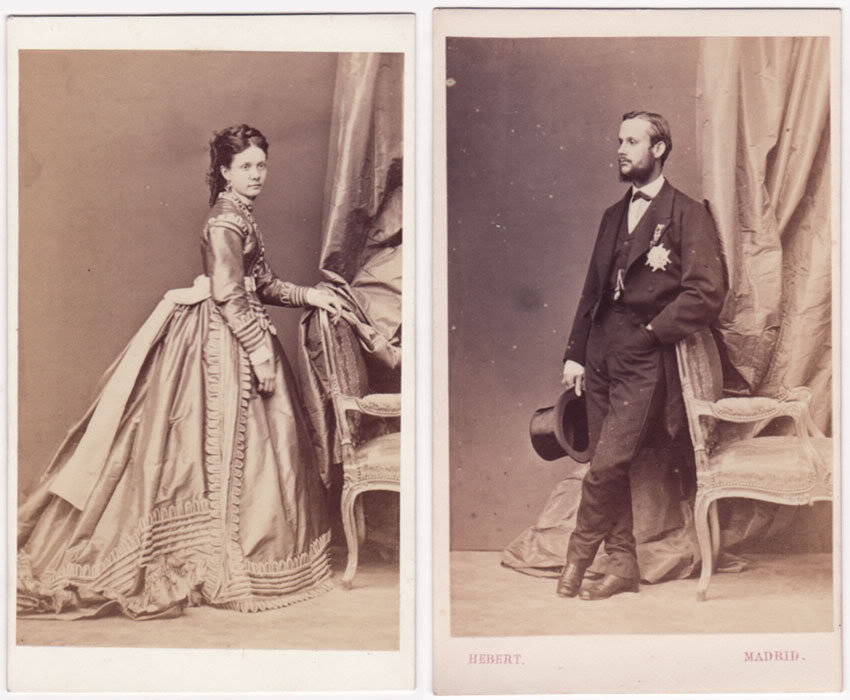
Le comte d’Agrigente et sa fiancée (1868)
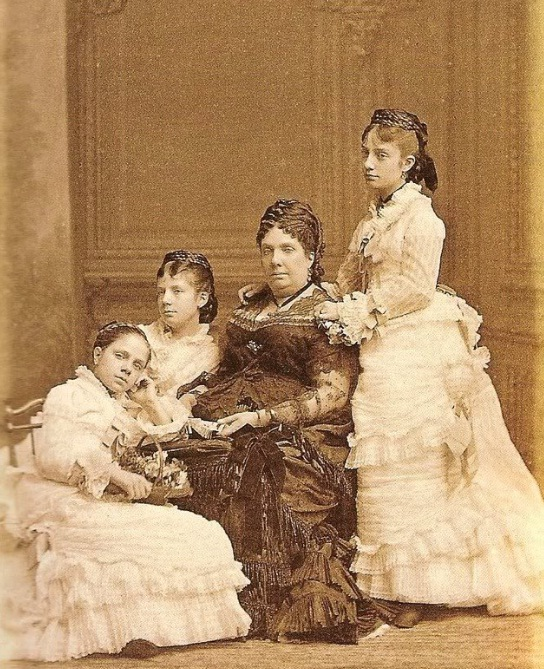
La reine Isabelle II et ses trois filles cadettes : Pilar, Paz et Eulalie (1875)

Le mariage des princes étant un acte politique et diplomatique, les deux jeunes gens ne sont pas consultés et s'engagent sans enthousiasme dans la vie conjugale. Une union aussi avantageuse ne saurait être refusée par un prince en exil et désargenté. Le pape Pie IX accorde sans problème à ces deux dynasties catholiques la dispense nécessaire pour cause de consanguinité.
Arrivé à Madrid en avril 1868, le comte d’Agrigente, 22 ans, jeune homme de haute taille doté d'un grand cœur mais dépourvu d'intelligence, désargenté et de santé précaire, épouse à Madrid le 13 mai l'infante Marie-Isabelle d'Espagne, 16 ans, petite, blonde aux yeux bleus et au nez retroussé, à la personnalité affirmée et dotée d'un grand sens du devoir. Le comte d’Agrigente est élevé à la dignité d'infant d'Espagne, nommé chevalier de la Toison d'or et devient officier dans le régiment des Uhlans de l'armée espagnole. Il y accueillera un cousin, lui aussi exilé, Ferdinand d'Orléans, duc d'Alençon. Celui-ci épousera en septembre de la même année la duchesse Sophie-Charlotte en Bavière, sœur cadette de la reine Marie, de la comtesse de Trani et de l'impératrice d'Autriche.
Quelques jours après leur mariage, le comte et la comtesse d’Agrigente embarquent pour Rome où l'infant doit présenter son épouse aux siens. Puis les jeunes mariés se rendent à Vienne où réside la famille maternelle du comte. Sur le chemin de retour, le couple s'arrête à Fontainebleau saluer l'empereur et l'impératrice des Français qui est d'origine espagnole. C'est alors que les jeunes gens apprennent le début de la révolution en Espagne. 
Tandis que l'infante reste à Paris, le comte rentre précipitamment en Espagne où il rejoint l'armée loyaliste mais celle-ci est vaincue à la bataille d'Alcolea le 28 septembre 1868. 
De nouveau vaincu, de nouveau exilé, l'infant accompagne la famille royale qui se retire en France tandis que les Espagnols cherchent désespérément un roi au sein des dynasties catholiques européennes. L'ex-reine Isabelle s'installe à Paris où l'attend sa fille. Le comte et la comtesse demeurent également dans la capitale française dans un hôtel particulier appartenant à leur oncle le comte d'Aquila.

## Une fin tragique

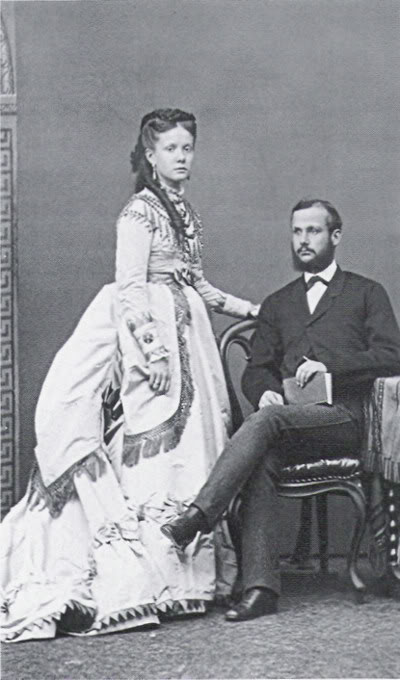
Le comte et la comtesse d’Agrigente peu avant la mort du prince (vers 1871)

Le comte sombre dans la dépression. Il souffre également d'épilepsie. Cependant, personne n'a informé la jeune infante du mal réel dont souffre son mari qui, de son côté et avec l'aide de ses deux aides-de-camp, cache sa maladie à sa femme. Malgré ces précautions, le comte ne peut éviter une crise en présence de sa jeune épouse terrifiée. 
Pendant deux ans, le jeune couple sillonne l'Europe dans un espoir de guérison. En septembre 1870, après avoir rejoint la famille royale espagnole en villégiature près de Genève, le comte et la comtesse d’Agrigente louent une suite à l'hôtel du Cygne à Lucerne où ils espèrent vivre dans la quiétude et l'anonymat. 
En septembre 1871, la comtesse fait une fausse-couche et le comte, miné par l'exil, désespéré par ses échecs et le manque d'avenir, se jette par la fenêtre. Indemne, il reste alors sous la surveillance constante de ses aides de camp mais le 26 novembre de la même année, après s'être enfermé à clé dans sa chambre, il se tire une balle dans la tête. Il était âgé de 25 ans. La dépouille du jeune homme rejoindra la nécropole des infants d'Espagne à l'Escurial.

## Épilogue

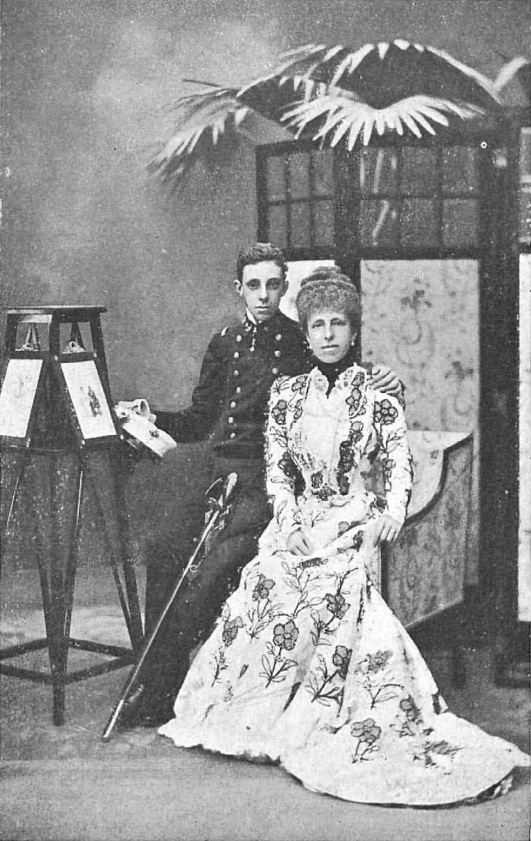
La reine-régente Marie-Christine et son fils le roi Alphonse XIII

Veuve à 19 ans, la comtesse rejoint sa mère à Paris en 1874 et réside avec elle au palais de Castille, avenue Kléber près de la place de l'Étoile. En 1874, la monarchie est restaurée en Espagne et le frère de la comtesse règne sous le nom d'Alphonse XII d'Espagne. Tandis que l'ex-reine Isabelle II reste à Paris, la princesse rentre à Madrid. À 22 ans, elle redevient pour quelque temps l'héritière du trône mais ne se remariera pas. En 1878, le jeune roi épouse par amour sa cousine de la branche rivale des ducs de Galliera mais la jeune reine mourra peu après ses noces. Le roi demande alors en mariage une sœur de sa défunte épouse mais la jeune infante meurt à son tour. Le roi se résout à épouser une princesse étrangère. 
L'infante Isabelle sera à l'origine de ce mariage et de la pérennité de la maison royale d'Espagne. Après tant de mariages consanguins entre membres de la maison de Bourbon, elle suggère à son frère d'épouser une cousine germaine de son défunt mari, l'archiduchesse Marie-Christine d'Autriche-Teschen, pour l'instant abbesse du chapitre laïc des Dames nobles de Prague. Dans le monde fermé des maisons royales c'est une révolution. Depuis l'avènement  de la maison de Bourbon sur le trône espagnol, jamais un roi ne s'était allié aussi directement avec la maison de Habsbourg-Lorraine. La jeune reine donne deux filles à son mari et est de nouveau enceinte quand celui-ci meurt prématurément. Encore une fois, l'Espagne se retrouve face à une succession au trône complexe mais qui, cette fois-ci n'est pas contestée de manière violente. La reine donne le jour à un fils posthume qui est immédiatement proclamé roi. La reine est nommée régente pour son fils Alphonse XIII d'Espagne. Comme l'infante Isabelle, femme de devoirs, elle inspirera aux Espagnols, malgré les échecs de sa politique, un immense respect. L'infante Isabelle lui apportera son soutien. Populaire, « la plus Espagnole des infantes » représentera la famille royale lors des fêtes commémorant l'indépendance de l'Argentine en 1910. Lors de la proclamation de la seconde république espagnole en 1931, le gouvernement lui propose de rester en Espagne, mais elle préférera suivre son neveu et souverain en exil et quittera l'Espagne. L'infante Isabelle mourra en exil à Paris à l'âge de 79 ans, soixante ans après son mari.

## Sources
- (en) Cet article est partiellement ou en totalité issu des articles intitulés en anglais « Prince Gaetan, Count of Girgenti » (voir la liste des auteurs) et  « Isabella, Princess of Asturias (1851-1931) » (voir la liste des auteurs).